# يوشيهيكو أوماكوشي
يوشيهيكو أوماكوشي (馬越嘉彦 أوماكوشي يوشيهيكو) هو رسام أنمي ولد في 30 يوليو 1968 في محافظة إهيمه.

## أعماله في الأنمي

### مسلسلات أنمي تلفزيونية
- سوبر بيكوريمان (إخراج الرسوم المتحركة، الرسوم المفتاحية)
- مرملاد بوي (تصميم الشخصيات، إخراج الرسوم المتحركة)
- قصة الحي (تصميم الشخصيات)
- بيرسيرك (تصميم الشخصيات، إخراج الرسوم المتحركة)
- أوجاماجو دوريمي (تصميم الشخصيات، إخراج الرسوم المتحركة الرئيسي، الرسوم المفتاحية)
- أوجاماجو دوريمي ♯ (تصميم الشخصيات، إخراج الرسوم المتحركة الرئيسي)
- مو〜تّو!أوجاماجو دوريمي (تصميم الشخصيات، إخراج الرسوم المتحركة الرئيسي)
- أوجاماجو دوريمي دوكّا〜ن! (تصميم الشخصيات، إخراج الرسوم المتحركة الرئيسي)
- جنود السايبورغ (الرسوم المفتاحية)
- يوغي (الرسوم المفتاحية)
- وولفز راين (الرسوم المفتاحية)
- إير ماستر (تصميم الشخصيات)
- كوراو فانتوم ميموري (الرسوم المفتاحية)
- فتى الرمال (الرسوم المفتاحية)
- خيميائي الفولاذ (الرسوم المفتاحية)
- زيبانغ (تصميم الشخصيات، إخراج الرسوم المتحركة)
- موشيشي (تصميم الشخصيات، إخراج الرسوم المتحركة)
- موشيشي: التتمة (تصميم الشخصيات، إخراج الرسوم المتحركة الرئيسي)
- كاتيكيو هيتمان ريبورن! (الرسوم المفتاحية)
- ديث نوت (الرسوم المفتاحية)
- التلميذ الأقوى في التاريخ كينيتشي (الرسوم المفتاحية)
- تنجن توبا جورين لاجان (الرسوم المفتاحية)
- كاشرن سينز (تصميم الشخصيات، إخراج الرسوم المتحركة الرئيسي)
- هايسكول اوف ذا ديد (الرسوم المفتاحية)
- ميري آكلة الأحلام (الرسوم المفتاحية)
- إكس-من (الرسوم المفتاحية)
- ماوارو بنغويندرام (الرسوم المفتاحية)
- سنكي زيشو سيمفوجير (الرسوم المفتاحية)
- سينت سيا أوميغا (تصميم الشخصيات، إخراج الرسوم المتحركة الرئيسي)
- أكاديميتي للأبطال (تصميم الشخصيات)
- ذا ريفليكشن (تصميم الشخصيات)

### أوفا أنمي
- ستريت فايتر ألفا (تصميم الشخصيات)
- سينت سيا: هادس: المعابد الإثنا عشر (الرسوم المفتاحية)
- أوجاماجو دوريمي نا・إي・شو (تصميم الشخصيات، إخراج الرسوم المتحركة، الرسوم المفتاحية)
- أوجاماجو دوريمي 16 (تصميم الشخصيات، إخراج الرسوم المتحركة، الرسوم المفتاحية)

### أفلام أنمي
- فيلم أوجاماجو دوريمي ♯ (تصميم الشخصيات، الرسوم المفتاحية)
- فيلم مو〜تّو!أوجاماجو دوريمي: سر حجر الضفدع (تصميم الشخصيات، إخراج الرسوم المتحركة)
- البحث عن تلميذات الساحرة (تصميم الشخصيات، إخراج الرسوم المتحركة الرئيسي، الرسوم المفتاحية)
- كاوبوي بيبوب: الفيلم (الرسوم المفتاحية)
- فيلم خيميائي الفولاذ: محتل شامبالا (الرسوم المفتاحية)
- سيف الغريب (الرسوم المفتاحية)
- ون بيس فيلم: سترونغ وورلد (الرسوم المفتاحية)
- ون بيس فيلم Z (الرسوم المفتاحية)
- أكاديميتي للأبطال ذا موفي: البطلين (تصميم الشخصيات)
- أكاديميتي للأبطال ذا موفي: هيروز: رايزينغ (تصميم الشخصيات)
- دراغون بول سوبر: برولي (الرسوم المفتاحية)

## أعماله في ألعاب الفيديو
- موشيشي: القرية النازلة (تصميم الشخصيات)

## وصلات خارجية
- يوشيهيكو أوماكوشي على موقع ميوزك برينز (الإنجليزية)